# Trickster (serie animata)
Trickster: Edogawa Ranpo 'Shōnen tantei-dan' yori (TRICKSTER -江戸川乱歩「少年探偵団」より-? lett. "Trickster: da 'Shōnen tantei-dan' di Ranpo Edogawa") è una serie televisiva anime coprodotta da TMS Entertainment e Shin-Ei Animation per la regia di Masahiro Mukai, trasmessa in Giappone dal 3 ottobre 2016 al 27 marzo 2017. Un adattamento manga di Mantohihi Binta ha iniziato la serializzazione sul Magazine Special di Kōdansha il 20 giugno 2016.

## Personaggi
Yoshio Kobayashi (小林 芳雄?, Kobayashi Yoshio)
Doppiato da: Daiki Yamashita
Kensuke Hanasaki (花崎 健介?, Hanasaki Kensuke)
Doppiato da: Ryōta Ōsaka
Ryō Inoue (井上 亮?, Inoue Ryō)
Doppiato da: Yūichirō Umehara
Makoto Noro (野呂 誠?, Noro Makoto)
Doppiata da: Ibuki Kido
Nao Nakamura (中村 奈緒?, Nakamura Nao)
Doppiata da: Azusa Tadokoro
Kogorō Akechi (明智 小五郎?, Akechi Kogorō)
Doppiato da: Daisuke Ono
Masaharu Katsuta (勝田 雅治?, Katsuta Masaharu)
Doppiato da: Takuya Masumoto
Tomohisa Ōtomo (大 友久?, Ōtomo Tomohisa)
Doppiato da: Makoto Furukawa
Tasuku Yamane (山根 たすく?, Yamane Tasuku)
Doppiato da: Yoshitaka Yamaya
Kaijin Nijū Mensō (怪人二十面相?)
Doppiato da: Gackt

## Produzione
Ispirato alle opere Shōnen tantei-dan e Kaijin Nijū Mensō di Ranpo Edogawa, l'anime è stato annunciato ufficialmente il 1º giugno 2016. La serie televisiva, coprodotta da TMS Entertainment e Shin-Ei Animation per la regia di Masahiro Mukai, è andata in onda dal 3 ottobre 2016 al 27 marzo 2017. Le sigle di apertura e chiusura sono rispettivamente Kimi dake no boku de iru kara (キミだけのボクでいるから?) di Gackt e 1Hope Sniper di Azusa Tadokoro. In varie parti del mondo gli episodi sono stati trasmessi in streaming in simulcast da Crunchyroll. Un prequel sotto forma di due episodi OAV è stato pubblicato il 22 dicembre 2016.

### Episodi
| Nº | Titolo italiano (traduzione letterale) Giapponese 「Kanji」 - Rōmaji            | In onda          | In onda |
| Nº | Titolo italiano (traduzione letterale) Giapponese 「Kanji」 - Rōmaji            | Giapponese       |         |
| 1  | Miraggio a D-Zaka 「D坂蜃気楼」 - D-Zaka shinkirō                               | 3 ottobre 2016   |         |
| 2  | L'inseguitore dorato 「金色の追跡者」 - Kin'iro no tsuiseki-sha                 | 10 ottobre 2016  |         |
| 3  | I disoccupati nella torre 「塔上の無業者」 - Tōjō no mugyōsha                   | 17 ottobre 2016  |         |
| 4  | Il labirinto sotterraneo 「地底迷宮」 - Chitei meikyū                           | 24 ottobre 2016  |         |
| 5  | Il filo del ragno 「蜘蛛の糸」 - Kumo no ito                                    | 31 ottobre 2016  |         |
| 6  | Passeggiatori a tempo perso 「余暇の散歩者」 - Yoka no sanpo-sha                | 7 novembre 2016  |         |
| 7  | Appuntamento incorrotto 「穢れなき逢瀬」 - Kegarenaki ōse                       | 14 novembre 2016 |         |
| 8  | Paradiso in un giardino in miniatura 「箱庭の楽天地」 - Hakoniwa no rakuten chi | 21 novembre 2016 |         |
| 9  | L'eroe caduto 「陥落の英雄」 - Kanraku no eiyū                                  | 28 novembre 2016 |         |
| 10 | Scala d'innocenza 「無垢なる天秤」 - Muku naru tenbin                           | 5 dicembre 2016  |         |
| 11 | Un giocattolo crudele 「残虐戯具」 - Zangyaku gigu                              | 12 dicembre 2016 |         |
| 12 | Nebbia che offusca 「煙霧陰る」 - Enmu kageru                                   | 19 dicembre 2016 |         |
| 13 | Viaggiatori notturni, danza 「夜光人、乱舞」 - Yakōjin, ranbu                   | 9 gennaio 2017   |         |
| 14 | Scale a chiocciola 「螺旋の梯子」 - Rasen no hashigo                            | 16 gennaio 2017  |         |
| 15 | I coleotteri del verdetto 「断罪の甲虫」 - Danzai no kōchū                      | 23 gennaio 2017  |         |
| 16 | La belva rinata 「蘇る陰獣」 - Yomigaeru injū                                   | 30 gennaio 2017  |         |
| 17 | Contraccolpo separato 「離散の反動」 - Risan no handō                           | 6 febbraio 2017  |         |
| 18 | Un errore puramente malvagio 「純悪錯誤」 - Jun'aku sakugo                      | 13 febbraio 2017 |         |
| 19 | Risposta maligna 「悪意の応酬」 - Akui no ōshū                                  | 20 febbraio 2017 |         |
| 20 | Il clown decaduto 「堕ち行く道化師」 - Ochiyuku dōkeshi                         | 27 febbraio 2017 |         |
| 21 | Sacrificio verace 「語りき生贄」 - Katariki ikenie                              | 6 marzo 2017     |         |
| 22 | Il moscerino nel fuoco 「火にいる小虫」 - Hi ni iru komushi                     | 13 marzo 2017    |         |
| 23 | La resurrezione di una stella 「明星の蘇生」 - Myōjō no sosei                   | 20 marzo 2017    |         |
| 24 | Il gruppo di ragazzi detective 「少年探偵団」 - Shōnen tantei-dan               | 27 marzo 2017    |         |